# Leszek Chudeusz
Leszek Chudeusz, né le 15 avril 1954, à Wrocław, en Pologne, est un ancien joueur de basket-ball polonais. Il évoluait au poste de pivot.

## Palmarès
- Champion de Pologne 1977, 1979, 1981